# Blind ermittelt – Tod im Prater
Blind ermittelt – Tod im Prater (Arbeitstitel Geisterbahn) ist ein österreichisch-deutscher Fernsehfilm der Krimireihe Blind ermittelt aus dem Jahr 2022 von Katharina Mückstein mit Philipp Hochmair, Andreas Guenther und Jaschka Lämmert in den Hauptrollen. Die ORF-Erstausstrahlung erfolgte am 16. April 2022, im Ersten wurde der Film erstmals am 21. April 2022 unter dem Titel Der Wien-Krimi: Blind ermittelt – Tod im Prater gezeigt. Auf Flimmit wurde der Film am 9. April 2022 veröffentlicht.

## Handlung
Im sechsten Fall des Duos Alexander „Alex“ Haller und Nikolai „Niko“ Falk ermitteln diese im Fall des erfolgreichen Geschäftsmannes Tom Wahrmund, der aus seinem Büro mit Blick auf den Wurstelprater aus dem sechsten Stock in den Tod stürzt. Der Tote hatte zwei Promille Alkohol im Blut. Aneta Wahrmund, die Ehefrau des Opfers, wurde kurz nach der Tat von Kommissarin Laura Janda mit einer Überdosis Tabletten gefunden und liegt seitdem im Koma. Bei Aneta wurde ein Geständnisbrief gefunden. Sonderermittler Alexander Haller und Kommissarin Janda haben allerdings Zweifel an der Schuld der Ehefrau.
Laut Toms Chef Walter Eckmann, der CEO einer Firma, die Registrierkassen vertreibt, war Tom Wahrmund sein bester Mitarbeiter. Toms Kollegin Ella Meisner erzählt Haller und Falk, dass er in letzter Zeit alle anderen Verkaufsleiter überflügelt hatte; seine Frau soll unter psychischen Problemen gelitten haben. Hinweise auf eine Affäre von Tom mit einer anderen Frau habe es keine gegeben. Aneta Wahrmund war nach den Aufzeichnungen der Überwachungskameras zur Tatzeit in der Nähe des Tatorts. In Anetas Unterlagen findet sich ein regelmäßiger Termin mit Mia Seeberger, einer früheren Studienkollegin von Aneta. Laut Mia leidet Aneta unter anderem an Panikattacken und Angststörungen, insbesondere an Höhenangst. Aus diesem Grunde habe sie das Büro ihres Mannes im sechsten Stock schon lange nicht mehr betreten. Seeberger hat den Verdacht, dass Aneta eine Affäre hatte.
Die Nachbarin Isabella Zhang hat am Tatabend einen Besucher bei der Wohnung der Wahrmunds gesehen. Im Safe von Tom Wahrmund findet sich ein Fotoalbum von der Geisterbahn Geisterschloss, deren Betreiber ist Herr Maringer. Budenbetreiber des „Wiener Derby“ Ludwig Rabitsch, genannt der „schöne Lu“, hat ebenfalls eine Registrierkasse von Eckmanns Firma. Die Entscheidung für das System lag beim Verein des Praters, Rabitsch selbst war davon weniger begeistert. Vereinsvorsitzende ist Bertha Nemecek, die Verträge mit Tom Wahrmund wurden etwa vor einem halben Jahr abgeschlossen. Wahrmunds Aufstieg zum Verkaufstar in Eckmanns Firma hängt mit diesen Verträgen zusammen. Die früheren Kunden von Tom Wahrmund wurden nach dessen Tod an dessen Kollegin Ella Meisner übertragen.
Aufgrund der Aufzeichnungen eines Fahrtendienstes, den Aneta Wahrmund jeden Freitag abend in Anspruch genommen hatte, vermutet Janda, dass sich Aneta mit ihrer Affäre regelmäßig ein Hotelzimmer genommen hatte. Laut Ella Meisner hatte Maringer Sonderkonditionen von Tom Wahrmund erhalten. Nach einem Streit mit Maringer wurden die Reifen ihres Fahrzeuges aufgeschlitzt. Maringer, der zahlreiche Vorstrafen hat, hätte damit eventuell ein Motiv, Wahrmund wegen eines Streits um den Vertrag, umgebracht zu haben. Haller und Falk finden außerdem heraus, dass Ludwig Rabitsch und Bertha Nemecek von Tom mit Wissen über Unterschlagung, beziehungsweise illegale Beschäftigung, erpresst hatte. Sie kommen damit ebenfalls als mögliche Täter in Frage. Berthas Schwester Elvira betreibt ein Kaffeehaus, sie hat ebenfalls das Registrierkassensystem von Wahrmund und wurde ebenfalls von ihm unter Druck gesetzt. Sie hat allerdings ein Alibi.
Maringer gesteht Janda, dass er kürzlich erfahren hatte, dass Tom Wahrmund sein Sohn ist. Maringer hatte Tom daraufhin helfen wollen und ihn mit Informationen über die illegalen Aktivitäten der anderen Standbetreiber wie Rabitsch und Nemecek versorgt, mit denen Tom diese erpresst hatte. Laut Maringer hatte Tom ebenfalls vermutet, dass seine Frau eine Affäre hatte. Maringer selbst hat kein Alibi für die Tatzeit. Falk findet währenddessen heraus, dass die Videoaufnahmen der Überwachungskameras, die Aneta Wahrmund zur Tatzeit im Bürogebäude von Tom zeigen, zu einem früheren Zeitpunkt aufgenommen wurden.
Janda informiert Ella Meisner, dass Aneta am Folgetag aus dem künstlichen Koma geholt wird. Meisner hatte eine Affäre mit Aneta, Ella wollte, dass Aneta ihren Mann für sie verlässt. Meisner wird im Krankenhaus wegen Mordversuchs an Aneta und Mordes an Tom festgenommen. Sie hatte das Video der Überwachungskamera manipuliert und die Reifen ihres Fahrzeuges selbst aufgeschlitzt.

## Produktion

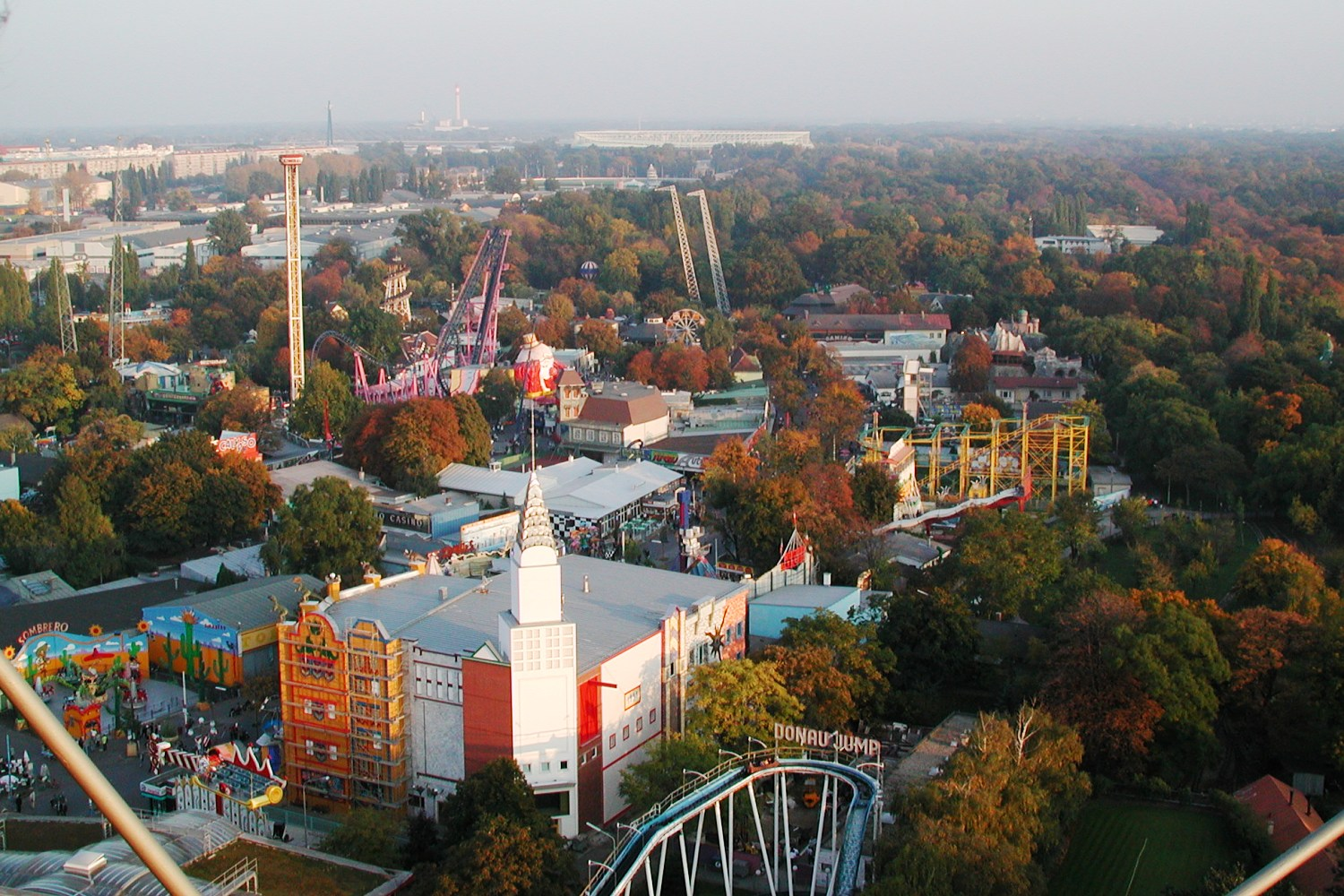
Einer der Drehorte: der Wurstelprater

Die Dreharbeiten fanden gemeinsam mit der siebten Folge Die nackte Kaiserin vom 27. September bis zum 26. November 2021 statt. Gedreht wurde in Wien und Umgebung.
Produziert wurde der Film von der österreichischen Mona Film und deutschen Tivoli Film der Produzenten Thomas Hroch und Gerald Podgornig. Beteiligt waren der Österreichische Rundfunk und die ARD (Degeto Film), unterstützt vom Fernsehfonds Austria und dem Filmfonds Wien.
Die Kamera führte Michael Schindegger. Für das Kostümbild zeichnete Theresa Ebner-Lazek verantwortlich, für das Szenenbild Katharina Haring und Vesna Muhr, für den Ton Hjalti Bager-Jonathansson, für das Maskenbild Heike Sekera und Andreas Meixner und für das Casting Nicole Schmied.

## Rezeption

### Kritiken
Tilmann P. Gangloff vergab auf tittelbach.tv für die Folgen sechs und sieben 4,5 von sechs Sternen. Die beiden Episoden seien wie aus einem Guss, auch aufgrund der Regisseurin Katharina Mückstein, die beide Filme inszeniert hat. Die Drehbücher erfreuten durch eine Fülle an teilweise amüsanten Details, die zunächst wie kleine Heiterkeiten wirken, später jedoch entscheidend zu den Lösungen beitragen. Imposant seien auch die Schauplätze und das Zusammenspiel von Philipp Hochmair und Andreas Guenther wurde als „klasse“ bezeichnet.
Oliver Armknecht vergab auf film-rezensionen.de drei von zehn Punkten, der Film setze den schwachen Eindruck der bisherigen Filme fort. Zwar sei der Schauplatz des Vergnügungsparks stimmungsvoll, die „nervigen“ Figuren und ein „völlig vermurkster“ Krimiteil machten das aber wieder zunichte.
Harald Keller dagegen meinte in der Frankfurter Rundschau, dass diese Folge auf Anhieb durch ihre stilvolle Inszenierung auffalle, mit sorgfältig platzierten, selten aufdringlich ins Bild gesetzten, mehrdeutigen Details. Alle Darsteller spielten angenehm unangestrengt, ohne aufgesetzte Theatralik. Ungewöhnlich sei außerdem, dass Regisseurin Mückstein Pausen zulasse. Mückstein kürze nicht ab, sondern überbrücke, indem sie das Schweigen, das Unbehagen und die Unsicherheit in den Blicken zeige. Das habe Klasse und unterhalte zumindest aufmerksame Zuschauer besser als jeder hektische Klamauk.
Wilfried Geldner (Weser Kurier/teleschau) befand, dass das Duo Haller/Falk nach sechs Filmen gut zusammengewachsen sei. Der Plot wirke leider arg an den Haaren herbeigezogen. Für allerlei Windungen werde man jedoch mit reizvollen Wien-Panoramen bei Tag und in der Nacht entschädigt und mit einer Verfolgungsjagd quer durch die Geisterbahn, die sich in ihrer schrillen Optik wirklich sehen lassen könne.

### Einschaltquoten
Bei der Erstausstrahlung von Tod im Prater am 21. April 2022 verfolgten in Deutschland insgesamt 5,98 Millionen Zuschauer die Filmhandlung, was einem Marktanteil von 21,9 Prozent für Das Erste entsprach. In der als Hauptzielgruppe für Fernsehwerbung deklarierten Altersgruppe von 14–49 Jahren erreichte Tod im Prater 0,59 Millionen Zuschauer und damit einen Marktanteil von 9,40 Prozent in dieser Altersgruppe.